# اریک کوربلو
اریک کوربلو (انگلیسی: Eric Curbelo؛ زادهٔ ۱۴ ژانویهٔ ۱۹۹۴) بازیکن فوتبال اهل اسپانیا است.
از باشگاه‌هایی که در آن بازی کرده‌است می‌توان به باشگاه فوتبال لاس پالماس اشاره کرد.